# 綾史郎
綾 史郎（あや しろう、1949年11月30日 - ）は、日本の土木工学・環境工学者。大阪工業大学名誉教授、工学博士（京都大学）。国土交通省近畿地方整備局淀川水系流域委員会2008副会長。
土木学会環境システム委員会元委員。日本河川協会河川功労者表彰2024受賞。
専門は、河川工学・水理学、地盤工学・環境工学。

## 略歴
岡山県倉敷市生まれ。1968年岡山県立倉敷青陵高等学校卒業。1972年京都大学工学部土木工学科卒業。1974年京都大学大学院工学研究科土木工学専攻修士課程修了。のちに工学博士（京都大学）。京都大学工学部助手を経て、1992年より大阪工業大学工学部土木工学科に着任し、都市デザイン工学科教授。2018年大阪工業大学名誉教授。
大阪工業大学大宮キャンパス近辺の淀川城北ワンドにおけるイタセンパラ （淀川水系で野生絶滅に近い状態に陥っている国指定の天然記念物、国内希少野生動植物種）の野生復帰に取り組んでおり、ラジオなどのメディア出演でも啓蒙活動を行っている（2015年9月13日 京都三条ラジオカフェ、2016年6月21日 ラジオ関西）。
また、水理学において、中国水科院水力学研究所との海外交流も積極的に行っている。

## 所属学会
- 土木学会
- 日本河川協会
- 日本水環境学会
- 国際水理学会
- 水文・水資源学会
- 日本流体力学会
- 日本リモートセンシング学会

## 主な自治体アドバイザー
- 大阪府河川整備審議会治水専門部会委員
- 国土交通省近畿地方整備局主催淀川水系流域委員会（琵琶湖部会・淀川部会・利水・水需要管理部会）元委員[16]
- 淀川水系イタセンパラ保全市民ネットワーク（イタセンネット）会長
- 淀川河川公園中流右岸域地域協議会副会長[5][17]

## 主な研究
- 淀川下流部・城北ワンド群とその水質動態[18]
- 宇治川におけるLSPIVを用いた河川表面流の観測および数値解析：京都大学防災研究所との共同研究[19]
- 大規模水域における流体運動と物質輸送現象に関する水理学的研究[20]
- 流域環境システムの構築に関する研究[21]
- 河川・湖沼から帯水層へのかん養量の推定に関する研究[22]

## 主な著書
- 井上和也、東良慶、綾史郎、石垣泰輔、澤井健二、戸田圭一、後野正雄、安田誠宏『図説 わかる水理学』（改訂版）学芸出版社、2017年9月11日。
- 開水路流れにおける 流動と水質分散：数値流体力学 （分担執筆、東京大学出版会1992、学術書）
- 自然の浄化機能-強化と制御（共著、技報堂出版1994、学術書）